# Ministerio de Relaciones Exteriores (República Dominicana)
El Ministerio de Relaciones Exteriores de la República Dominicana (MIREX), también conocido como Cancillería, es el organismo ejecutivo responsable de las relaciones internacionales del país como parte del Poder ejecutivo. Se encarga de aplicar y coordinar la política exterior dominicana según lo trazado por el Presidente de la República según lo estipulado en el artículo 128 de la Constitución dominicana.
Fue creado en 1874 como Secretaría de Estado de Relaciones Exteriores. Sus oficinas se encuentran en Santo Domingo, en la Av. Independencia no. 752. Desde el 16 de agosto de 2020 está a cargo de Roberto Álvarez.

## Historia
Durante el período de la Primera República, la política exterior dominicana se centró principalmente en la guerra de independencia contra Haití. Algunos grupos de la incipiente nación buscaron asegurar un protectorado de alguna potencia extranjera, como Francia, España o Inglaterra.
República Dominicana agotó una extensa agenda de actividades diplomáticas, por la necesidad de ser reconocida como nación libre e independiente y por consiguiente la concertación de efectuar tratados de paz, amistad y comercio que le sirvieran de respaldo moral político y económico.
Los esfuerzos anexionistas del presidente Pedro Santana tuvieron como resultado que la República Dominicana quedara disuelta y se convirtiera en territorio de España en 1861. Esto despertó el sentimiento nacionalista en la Guerra de la Restauración (1863-1865).
Durante la Segunda República es cuando se establece la Secretaría de Estado de Relaciones Exteriores en marzo de 1874. Durante este período, algunos hombres ilustres se encargaron de la diplomacia dominicana, dentro de los que podemos citar a Ulises Espaillat, Pedro Francisco Bonó, Alejandro Angulo Guridi, Manuel de Jesús Galván, entre otros.
La Segunda República vio la injerencia estadounidense en la política y la economía dominicana. Durante el gobierno de Ramón Cáceres las aduanas dominicanas estuvieron bajo la supervisión de Estados Unidos. La sucesiva inestabilidad política conllevó a la ocupación militar estadounidense entre 1916 y 1924.
La Tercera República estuvo dominada por la figura del dictador Rafael Trujillo durante el período 1930-1961. La Cancillería estuvo controlada por allegados cercanos del régimen. Incluso el propio dictador ocupó el cargo de canciller en dos ocasiones: 1938 y 1953.
La República Dominicana fue uno de los 50 países fundadores de las Naciones Unidas. La embajadora Minerva Bernardino, primera mujer diplomática en República Dominicana, fue la firmante de la carta fundacional de 1945. También es uno de los miembros fundadores de la Organización de Estados Americanos desde 1948.
Durante la Cuarta República, el país se ha integrado de manera más activa a la comunidad internacional, participando en varias organizaciones, sobre todo de la región caribeña. La República Dominicana es miembro de los siguientes organismos: Sistema de Integración Centroamericana, Organización de Estados Iberoamericanos para la Educación, la Ciencia y la Cultura, el Grupo de Río, Asociación de Estados del Caribe, el Parlamento Centroamericano, Sistema Económico Latinoamericano y del Caribe, el Parlamento Latinoamericano y Caribeño, entre otros.
Con la reforma constitucional de 2010, pasaría ser Ministerio de Relaciones Exteriores con el Decreto n.º 56-10 que modificaba la nomenclatura de las instituciones gubernamentales.

## Estructura
Como los demás ministerios de República Dominicana, el de Relaciones Exteriores se subdivide en viceministerios. Estos son:
- Viceministerio de Política Exterior Bilateral
- Viceministerio de Política Exterior Multilateral
- Viceministerio para Asuntos Económicos y Cooperación Internacional
- Viceministerio de Asuntos Consulares y Migratorios
- Viceministerio para las Comunidades Dominicanas en el Exterior

También están adscritas a este Ministerio las siguientes oficinas:
- Dirección de Ceremonial de Estado y Protocolo
- Dirección de Diplomacia Especializada
- Dirección de Fronteras y Límites
- Departamento de Pasaportes de Categoría

## Dependencias
Algunas oficinas con carácter especial vinculadas a este Ministerio son:
- Dirección General de Pasaportes
- Consejo Nacional de Fronteras
- Instituto de Dominicanos y Dominicanas en el Exterior (INDEX)
- Instituto de Educación Superior en Formación Diplomática y Consular Dr. Eduardo Latorre Rodríguez (INESDYC)

## Secretarios y ministros
Los encargados de las relaciones diplomáticas en República Dominicana son conocidos como cancilleres. Algunos de los personajes que ocuparon este cargo son:
- Ulises Espaillat
- Manuel N. Rodríguez Objio
- José Gabriel García
- Pedro Francisco Bonó
- Carlos Rafael Nouel Pierret
- Alegando Angulo Guridi
- Manuel de Jesús Galván
- Rafael Estrella Ureña (1930-1931)
- Fernando Arturo Logroño (1933-1934)
- Elías Brache (1935)
- Jacinto Peynado (1935)
- Ernesto Bonetti Burgos (1936-1937)
- Arturo Despradel (1938-1944)
- Manuel Arturo Peña Batlle (1944-1945)
- Emilio García Godoy (1947)
- Virgilio Díaz Ordóñez (1947-1953)
- Joaquín Balaguer (1937; 1953-1955)
- Porfirio Herrera Báez (1959)
- Donald Reid Cabral (1986-1987)
- Joaquín Ricardo García (1988-1991)
- Juan Arístides Guzmán (1991-1994)
- Carlos Morales Troncoso (1994-1996; 2004-2014)
- Caonabo Javier Castillo (1996)
- Eduardo Latorre Rodríguez (1996-2000)
- Hugo Tolentino Dipp (2000-2003)
- Francisco Guerrero Prats (2003-2004)
- Andrés Navarro García (2014-2016)
- Miguel Vargas Maldonado (2016-2020)
- Roberto Álvarez Gil (2020-)